# Lipophrys nigriceps
La bavosa rossa (Lipophrys nigiceps) è un piccolo pesce appartenente alla Famiglia Blenniidae.

## Distribuzione e habitat
È una specie endemica del mar Mediterraneo.
Vive in ambienti oscuri come grotte e crepacci. È difficilmente identificabile nel suo habitat che abbonda di organismi incrostanti di colore rosso, probabilmente a causa di questo e della difficile praticabilità del suo ambiente di elezione che la specie è comunemente considerate rara mentre in realtà è abbastanza diffusa. Si incontra a profondità maggiore che le specie congeneri, fino a 20 metri.

## Descrizione
Il suo aspetto complessivo è molto simile a specie congeneri come L.dalmatinus o L.adriaticus ma la livrea è assolutamente inconfondibile dato che è rosso vermiglio sui tre quarti posteriori del corpo ed ha il capo e la prima parte del torace sono grigi o azzurrognoli con numerose macchie nere e quasi confluenti. Il maschio adulto presenta nel periodo della riproduzione la stessa maschera facciale gialla e nera tipica degli altri Lipophrys come L.canevai o L.adriaticus.

## Biologia
Nelle grotte occupa in genere il soffitto stazionando a testa in giù. Si tratta di una specie molto sospettosa che si infila nella sua tana al minimo disturbo.

## Acquariofilia
Si tratta di una specie molto ricercata per i colori brillanti. Purtroppo la sua abitudine di rintanarsi spesso la rende un ospite poco vistoso, inoltre si tratta di una specie difficile da procurarsi dato che non abbocca mai agli ami e che anche i subacquei hanno difficoltà a catturarla con i retini a mano.

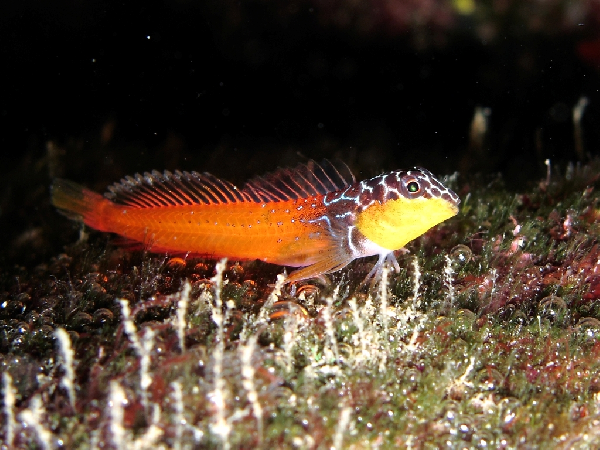
Maschio in livrea nuziale

## Sottospecie
Gli ittiologi riconoscono due sottospecie:
- L.nigriceps nigriceps tipica della costa nord del mar Mediterraneo, comprese tutte le coste italiane e che non ha alcuna macchia scura sul peduncolo caudale
- L.nigriceps portmahonis che vive nel sud del Mediterraneo e che invece ha una macchia nera alla base della pinna caudale.

## Specie simili
Il peperoncino minore (Tripterygion melanurus) ha colorazione molto simile nonostante non sia affatto affine filogeneticamente ed appartenga, anzi, ad un'altra famiglia. Si tratta probabilmente di un caso di convergenza evolutiva. I due pesci sono in ogni modo facilmente distinguibili a causa delle tre pinne dorsali di cui è dotata questa specie (L.nigriceps ne ha solo una). Curioso notare come anche il Tripterygion sia suddiviso in due sottospecie distinguibili in base all'assenza o alla presenza di una macchia caudale. Anche gli areali delle due sottospecie sono largamente sovrapponibili a quelli delle corrispondenti sottospecie del Lipophrys.